# 土田ひろ子
舞園　れのん（まいぞの れのん、1985年7月5日 - ）は日本のモデル・タレント。本名　土田ひろ子。

## 人物
- シンガポール生まれの新潟育ち
- 血液型はA型
- 玉川大学芸術学部パフォーミング・アーツ学科出身
- 日本舞踊などを学ぶ。和太鼓の公演も参加経験あり。

## 略歴
- 2007年9月 - 12月：ウェザーニューズ第7期おは天キャスターを務める（東北地区担当）。
- 2008年3月17日 - 3月18日：NTV55周年記念スペシャルドラマ『東京大空襲』でドラマデビュー。
- 2008年6月28日 ：TX成田空港ショートドラマ『空の港で』に主演。
- 2011年2月 ：舞台「時空警察ヴェッカーサイト」出演。

以降は、芸名「舞園れのん」として活動。

### 舞台
- 「櫻の園〜季節はずれの桜前線〜」2011年7月13日〜18日 横浜・相鉄本多劇場
- MIDNIGHT DREAM〜機械城奇譚〜（2011年11月、中目黒キンケロシアター）
- 舞台 横浜相鉄本多劇場25周年記念公演　HYBRID PROJECT Vol.7 【ウォルター・ミティにさよなら】（2012年2月22日 - 2月26日）- レイ子役
- 舞台 【ボクサァ】＆朗読劇【Grimm de こたつ】（2012年4月13日）
- 舞台 HYBRID PROJECT Vol.8 Nouvell Vague （2012年8月8日-8月12日）- キャロル役
- 舞台　不消者第17回公演　最後の五人のアッコちゃんから一人の新たなひみつのアッコちゃんへ（2012年9月19日）- みどり役
- 舞台　HYBRID PROJECT Vol.9 【ウォルター・ミティにさよなら　再演】（2012年10月20日 - 11月3日）- レイ子役